# Лароя
Лароя (на испански: Laroya) е населено място и община в Испания. Намира се в провинция Алмерия, в състава на автономната област Андалусия. Общината влиза в състава на района (комарка) Вале дел Алмансора. Заема площ от 21 km². Населението му е 164 души (по данни от 2010 г.). Разстоянието до административния център на провинцията е 114 km.

## Демография
| 1996 | 1998 | 1999 | 2000 | 2001 | 2002 | 2003 | 2004 | 2005 | 2006 |
| ---- | ---- | ---- | ---- | ---- | ---- | ---- | ---- | ---- | ---- |
| 108  | 108  | 105  | 107  | 98   | 100  | 102  | 123  | 127  |      |